# خداباوری ندانم‌گرا
خداباوری ندانم‌گرا، دیدگاهی فلسفی است که خداباوری و ندانم‌گرایی را در بر می‌گیرد. یک خداباور ندانم‌گرا، به وجودِ حداقل یک خدا، اعتقاد دارد؛ ولی معتقد است که پایه این گزاره، ناشناخته یا ذاتاً، ناشناختنی است. خداباور ندانم‌گرا ممکن است نسبت به ویژگی‌های خدایی که به آن معتقد است نیز، ندانم‌گرا باشد.